# Natella Archipowna Krasnikowa
Natella Archipowna Krasnikowa (russisch Нателла Архиповна Красникова; * 14. Oktober 1953 in Mogotscha, Oblast Tschita, Russische SFSR, Sowjetunion) ist eine ehemalige Hockey-Spielerin. Mit der Mannschaft der Sowjetunion gewann sie Bronze bei den Olympischen Sommerspielen 1980 in Moskau.
Krasnikowa kam ursprünglich vom Basketball und spielte ab 1978 für die Hockey-Abteilung von Spartak Moskau. 1983 wechselte sie zu Kolos Borispol (heute in Boryspil, Ukraine), wo sie bis 1990 spielte. Sie gewann sechsmal die sowjetische Meisterschaft (1981, 1983, 1985, 1987, 1988 und 1989) sowie mehrmals den Cup.
Mit der sowjetischen Nationalmannschaft gewann Natella Krasnikowa nicht nur die olympische Bronzemedaille, sondern auch Bronze bei der Weltmeisterschaft 1981 sowie bei Europameisterschaften je einmal Silber (1984) und Bronze (1987). Von 1979 bis 1989 erzielte sie bei 173 Einsätzen für die Nationalmannschaft 220 Tore.